# Dioryctria baumhoferi
Dioryctria baumhoferi is een vlinder uit de familie van de snuitmotten (Pyralidae). De wetenschappelijke naam van de soort is voor het eerst geldig gepubliceerd in 1956 door Carl Heinrich.